# Erika Kirpu
Erika Kirpu (Moscou, 22 de juny de 1992) és una esportista estoniana que competeix en esgrima, especialista en la modalitat d'espasa.
Va participar en dos Jocs Olímpics d'Estiu, i hi va obtenir una medalla d'or a Tòquio 2020, en la prova per equips (juntament amb Julia Beljajeva, Irina Embrich i Katrina Lehis), i el quart lloc a Rio de Janeiro 2016, en la mateixa prova.
En els Jocs Europeus de Bakú 2015 va obtenir dues medalles, plata en la prova per equips i bronze en la individual.
Va guanyar tres medalles en el Campionat del Món d'esgrima, entre els anys 2014 i 2023, i cinc medalles en el Campionat d'Europa d'esgrima entre els anys 2012 i 2023.

## Palmarès internacional
| Jocs Olímpics      | Jocs Olímpics       | Jocs Olímpics | Jocs Olímpics     |
| Any                | Lloc                | Medalla       | Prova             |
| ------------------ | ------------------- | ------------- | ----------------- |
| 2020               | Tòquio ( Japó)      | 1             | Espasa per equips |
| Campionat del món  |                     |               |                   |
| Any                | Lloc                | Medalla       | Prova             |
| 2014               | Kazan ( Rússia)     | 2             | Espasa per equips |
| 2014               | Kazan ( Rússia)     | 3             | Espasa individual |
| 2017               | Leipzig ( Alemanya) | 1             | Espasa per equips |
| Jocs Europeus      |                     |               |                   |
| Any                | Lloc                | Medalla       | Prova             |
| 2015               | Bakú ( Azerbaidjan) | 2             | Espasa per equips |
| 2015               | Bakú ( Azerbaidjan) | 3             | Espasa individual |
| Campionat d'Europa |                     |               |                   |
| Any                | Lloc                | Medalla       | Prova             |
| 2012               | Legnano ( Itàlia)   | 3             | Espasa per equips |
| 2013               | Zagreb ( Croàcia)   | 1             | Espasa per equips |
| 2015               | Montreux ( Suïssa)  | 2             | Espasa per equips |
| 2016               | Toruń ( Polònia)    | 1             | Espasa per equips |
| 2018               | Novi Sad ( Sèrbia)  | 3             | Espasa per equips |